# Kanelsparv
Kanelsparv (Passer cinnamomeus) är en asiatisk fågel i familjen sparvfinkar inom ordningen tättingar.

## Kännetecken
Kanelsparv är en bastant liten fröätande fågel med tjock näbb. Den är 14 till 15 centimeter lång. Fjäderdräkten är huvudsakligen varmt rödbrun på ovansidan och grå på undersidan. Hane och hona är olika och båda liknar motsvarande gråsparv. Dess läte är ett behagligt och musikaliskt kvitter. 

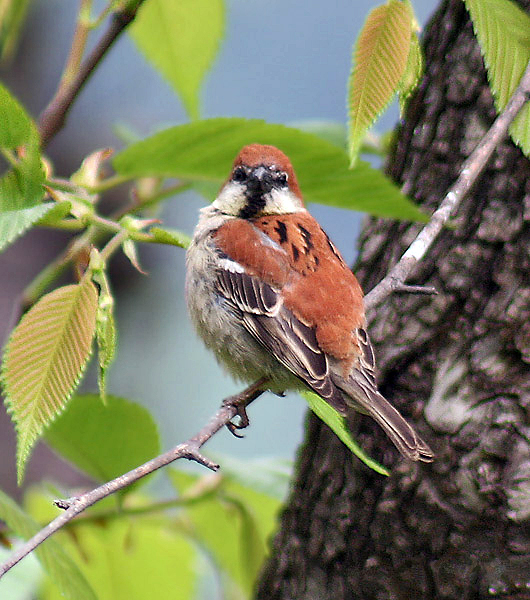
Adult hane
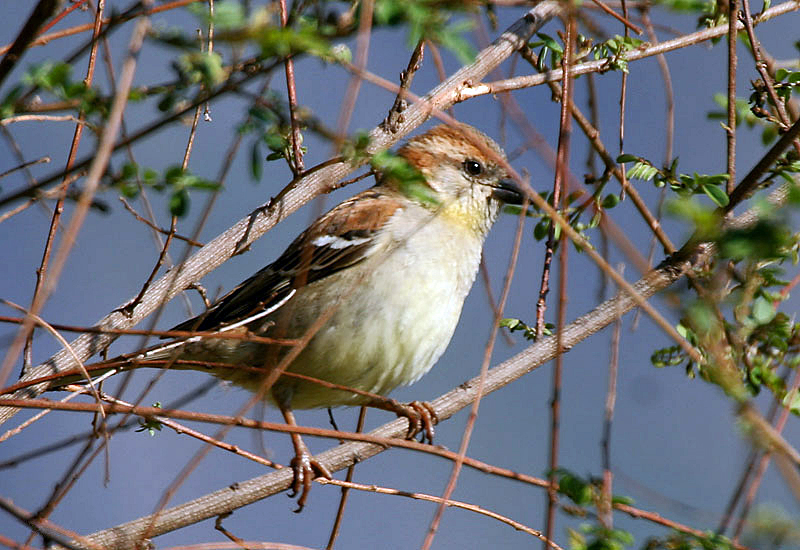
Adult hona

## Utbredning och systematik
Kanelsparv delas in i tre underarter med följande utbredning:
- Passer cinnamomeus rutilans – förekommer från Sachalin till Japan, Sydkorea, östra Manchuriet, södra Kina och Taiwan
- Passer cinnamomeus intensior – förekommer från sydvästra Kina till norra Myanmar, Laos och nordvästra Tonkin
- Passer cinnamomeus cinnamomeus – förekommer från Himalaya i nordöstra Afghanistan till nordöstra Indien och sydöstra Tibet

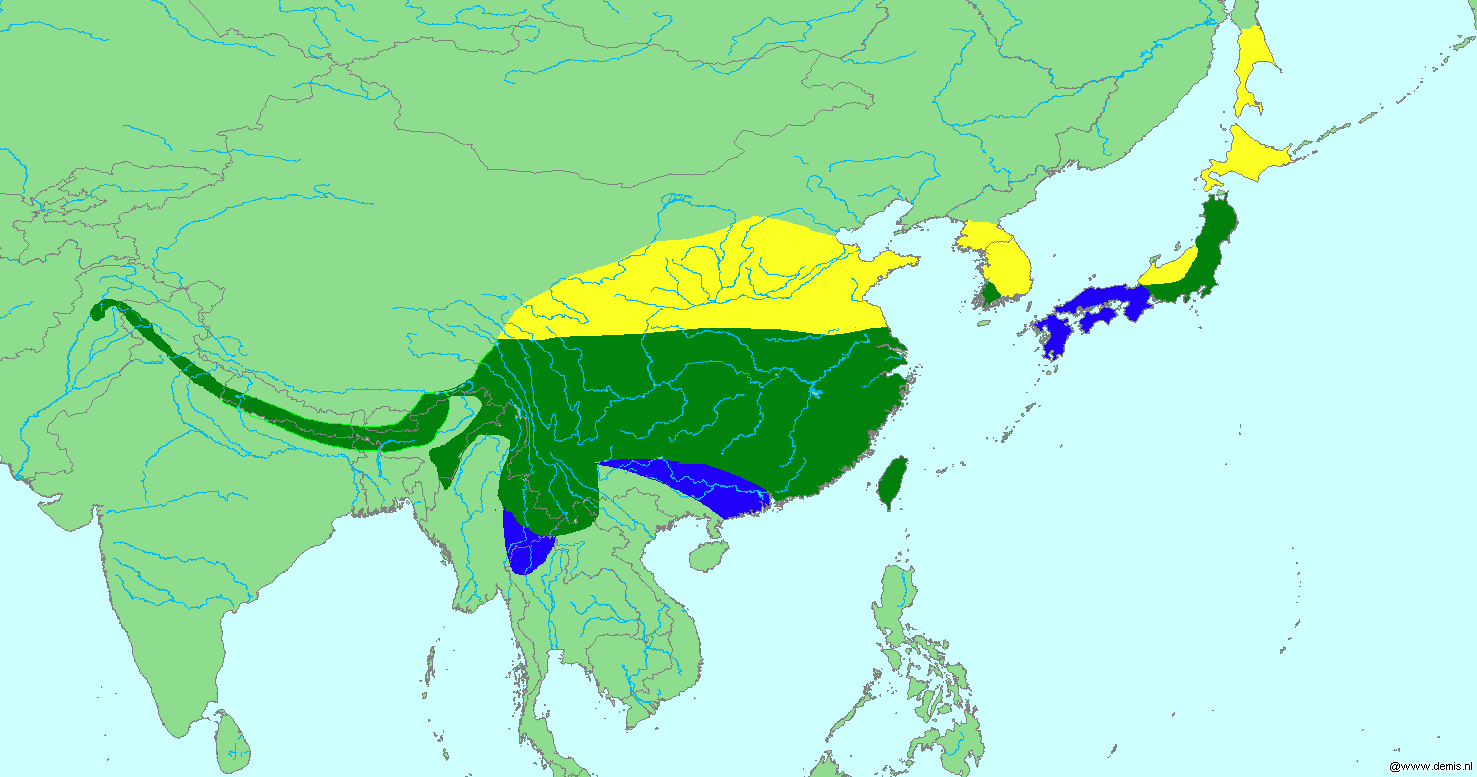
Kanelsparvens utbredningsområde.

Underarterna skiljer sig framför allt i hur gul underdelen är. Artens vetenskapliga namn var tidigare Passer rutilans, men studier visar att cinnamomeus har prioritet.

## Levnadssätt
Kanelsparven är den typiska sparven för människans boplatser i städer där gråsparven saknas. I den södra delen av dess utbredningsområde föredrar kanelsparven mer höglänta områden men i de norra delarna häckar den vid havet. Kanelsparven är så välkänd i Himalaya att den har fått ett eget namn på flera språk där. Den har också avbildats i japansk konst.  
Denna sparv lever huvudsakligen av frön från örter och sädesslag, men den äter också bär och insekter, särskilt under häckningssäsongen. De här födopreferenserna gör att den i jordbruksområden både är ett måttligt allvarligt skadedjur och en bekämpare av skadegörande insekter. Den häckar i par utan samarbete med eller närhet till andra par. När den inte häckar bildar den flockar, ibland, men sällan, tillsammans med andra arter. I delar av utbredningsområdet är den en flyttfågel, åtminstone flyttar den mellan olika höga områden. Boet byggs i ett hål i ett träd, i berget eller i en byggnad. Hanen väljer ut en boplats innan han börjar söka efter en maka och använder boet för sin parningsuppvisning. Den typiska kullen innehåller fem eller sex vitaktiga ägg. Båda föräldrarna ruvar och föder upp ungarna. 

## Status och hot
Arten har ett stort utbredningsområde och en stor population med stabil utveckling och tros inte vara utsatt för något substantiellt hot. Utifrån dessa kriterier kategoriserar internationella naturvårdsunionen IUCN arten som livskraftig (LC). Världspopulationen har inte uppskattats men den beskrivs som lokalt vanlig till vanlig, dock fåtalig i en del av utbredningsområdet.